# Helena Ferro de Gouveia
Helena Ferro de Gouveia (* 1971 in Bissau, Portugiesisch-Guinea) ist eine portugiesische Journalistin, Dozentin und Autorin.

## Leben
Helena Ferro de Gouveia wurde in der Hauptstadt der Portugiesischen Kolonie Portugiesisch-Guinea geboren, dem heutigen Guinea-Bissau. Ihr Vater stammte aus einem kleinen portugiesischen Dorf in der entlegenen Region Trás-os-Montes.
Nach der Unabhängigkeit Guinea-Bissaus 1974 kam sie mit ihren Eltern nach Lissabon, wo sie aufwuchs. Nach dem Abitur studierte sie Kommunikationswissenschaften an der Universidade Nova de Lisboa, nach dem Abschluss folgte ein Postgraduales Studium in Kommunikationsrecht an der rechtswissenschaftlichen Fakultät der Universität Coimbra.
Ab 1996 begann sie ihre journalistische Tätigkeit. Sie schreibt seither für eine Vielzahl portugiesischer Zeitungen, darunter die Tageszeitung Público, die Wochenzeitung Sol, und die Wirtschaftszeitung Jornal de Negócios.
Seit 2006 gehört sie der portugiesischsprachigen Redaktion der Deutschen Welle an und ist Dozentin und Ausbilderin an der DW Akademie. Sie wird auch häufig als Expertin eingeladen, etwa zum Thema der brasilianischen Medienlandschaft, oder in wissenschaftlichen Diskussionsrunden zu Fluchtthemen. An der Universidade Nova in Lissabon hatte sie zudem eine Journalismus-Gastprofessur.
Im Laufe ihrer Tätigkeit berichtete sie als Journalistin u. a. aus Malaysia, Ägypten, Osttimor, Mosambik, Guinea-Bissau, den USA und Israel. Als Dozentin der Deutschen Welle lehrte sie zudem Journalismus und dozierte zu Friedensjournalismus, Kriegstraumata, politischem Journalismus, Journalismus in Krisengebieten und Wirtschaftsjournalismus u. a. in Ländern wie Südsudan, Namibia, Guinea-Bissau, Brasilien und Mosambik.
2015 erschien ihr erstes Buch Domadora de Camaleões (deutsch: Chamäleon-Dompteurin), eine Sammlung von Chroniken, Kurzgeschichten und Gedichten im Dortmunder Oxalá-Verlag der Portugal Post (2. Auflage 2016). Einige Beiträge stammen von ihrem persönlichen Blog.
Helena Ferro de Gouveia ist Mutter von zwei Töchtern und lebt in Bonn und Lissabon.

## Bücher
- 2015: Domadora de Camaleões (Oxalá Editora, ISBN 978-3-946277-01-9)